# 杨兆璜
杨兆璜（1778年—1845年），字飧秋，又字渭渔，号古生，福建邵武人，清代诗人、文学家。

## 生平
乾隆四十三年（1778年）生。嘉庆十六年（1811年）辛未科进士。道光年間，任廣平府知府。曾师事吴贤湘。手校二十四史。曾於永年（河北永年县）發現漢代《群臣上酬刻石》。喜歡作诗。撰有《太霞山房诗集》六卷，另外有《文集》未刊。道光二十五年（1845年）冬，卒於京师。